# Pogonomys championi
Pogonomys championi är en däggdjursart som beskrevs av Tim Flannery 1988. Pogonomys championi ingår i släktet Pogonomys och familjen råttdjur. Inga underarter finns listade i Catalogue of Life.
Artepitet i det vetenskapliga namnet hedrar Ivan Champion från Australien som gjorde flera vetenskapliga exkursioner på Nya Guinea.

## Utseende
Med en kroppslängd (huvud och bål) av 112 till 136 mm, en svanslängd av 150 till 170 mm och en vikt av 40 till 66 g är arten liten inom släktet. Den har 20 till 24 mm långa bakfötter och 11 till 14 mm stora öron. Den mjuka och långa pälsen är på ovansidan sepia färgad och sidorna är lite rödare jämförd med Pogonomys macrourus. Den orangegula underullen är delvis synlig och det finns några svarta täckhår. På undersidan är håren vanligen vita vid roten och ljusgråa vid spetsen. Ofta finns en vit fläck vid strupen och ibland en vit fläck på buken. Typisk är långa svarta morrhår och mörka ögonringar. Spetsen av den långa svansen kan användas som gripverktyg. Svansen är hos ungar mörk och hos äldre exemplar elfenbensfärgad. Ingen annan art i släktet Pogonomys har en liknande svansfärg. Honans spenar är ordnade i par och det finns två på bröstet samt fyra vid ljumsken.

## Utbredning och ekologi
Denna gnagare förekommer i en mindre bergstrakt på centrala Nya Guinea. Området ligger 1400 till 2300 meter över havet. Habitatet utgörs av regnskogar och dessutom besöks trädgårdar. Individerna gräver bon i marken. I lägre delar delas reviret med Pogonomys sylvestris.
Boet har en upp till 2 meter lång gång och en kammare vid slutet som fodras med torra växtdelar. Dessutom finns en liten tunnel ovanför rummet som slutar i en håla med 20 till 30 cm diameter. Den används som gömställe. Boet används vanligen av flera exemplar av varierande ålder och kön. Pogonomys championi klättrar under natten i träd och äter troligtvis växtdelar. En hona hade i februari diande ungar.

## Hot
Denna gnagare jagas som viltkött och den dödas av fri gående hundar. Hela populationen bedöms som stabil. Utbredningsområdet är litet och en ökande befolkning kan ha allvarliga resultat. IUCN kategoriserar arten globalt som otillräckligt studerad.